# Pirri Mori
Francisco Javier Mori Cuesta (Cangas de Onis, Asturias, 10 de noviembre de 1970), conocido como Pirri Mori, es un exfutbolista español que se desempeñaba como centrocampista. Es hermano del entrenador de fútbol Dani Mori.

## Clubes
| Club                    | País       | Año       |
| ----------------------- | ---------- | --------- |
| Real Oviedo             | España     | 1992-1993 |
| Club Atlético de Madrid | España     | 1993-1996 |
| S. D. Compostela        | España     | 1996-1997 |
| C. P. Mérida            | España     | 1997-1999 |
| Barnsley F.C.           | Inglaterra | 1999-2000 |